# Heterodera arenaria
Heterodera arenaria é um nematódeo patógeno de plantas.